# Howard Porter
Howard Porter ist ein US-amerikanischer Comiczeichner.

## Leben und Arbeit
Porter begann Anfang der 1990er Jahre nach dem Abschluss des Paier College of Art in Connecticut auf Vermittlung seines Lehrers Frank MacLaughlin als hauptberuflicher Comiczeichner zu arbeiten. 
Seine erste Anstellung fand er als Stammzeichner des Science-Fiction-Comics The Ray, das er in Zusammenarbeit mit dem Autor Christopher Priest gestaltete und das vom US-amerikanischen Verlag DC-Comics herausgegeben wurde (1992–1995). 
1995 zeichnete Porter die von Mark Waid verfasste Miniserie Underworld Unleashed, in der die Protagonisten diverser anderer DC-Serien – wie Batman, Guy Gardner oder Green Lantern – in einer einzelnen Geschichte zusammenführt wurden, um ein gemeinsames Abenteuer zu erleben.
Von 1997 bis 2000 zeichnete Porter die von Grant Morrison verfasste Serie JLA.
Danach war Porter einige Jahre lang als Bankkaufmann und Graphikdesigner für die Firma Credit Suisse First Boston tätig. 2003 eröffnete Porter gemeinsam mit dem Künstler Ron Garney ein kommerzielles Zeichenstudio und begann auch wieder als Comiczeichner zu arbeiten. So zeichnete er eine Miniserie über die Fantastic Four für Marvel Comics. 2004 unterzeichnete Porter einen Zweijahresexklusivvertrag mit DC-Comics. Seither hat er unter anderem für die Serie The Flash und die Miniserie The Trials of Shazam! gezeichnet.
Zu den häufigsten künstlerischen Kollaborationspartnern von Porter in der Vergangenheit zählen neben Mark Waid unter anderem auch der Tuschezeichner John Dell und der Autor Geoff Johns.
| Personendaten    | Personendaten                   |
| ---------------- | ------------------------------- |
| NAME             | Porter, Howard                  |
| KURZBESCHREIBUNG | US-amerikanischer Comiczeichner |
| GEBURTSDATUM     | 20. Jahrhundert                 |